# Nicholas Verrall
Nicholas Verrall (* 1954) ist ein englischer Maler.
Er studierte an der Northampton School of Art und arbeitet seit 1970 als Vollzeitkünstler. Verrall ist Mitglied der Royal Society of British Artists und lebt zurzeit in London.
Seine Werke wurden in Geschäften, als Poster und Bucheinbände verwendet und Nick Verrall sammelte sie in seinem Album 
„Colours and Light in Oil“. 2005 zeigte er sie in der Londoner Catto Gallery.